# Viehweide auf Markung Michelbach
Die Viehweide auf Markung Michelbach ist ein vom Regierungspräsidium Stuttgart am 14. August 1980 durch Verordnung ausgewiesenes Naturschutzgebiet auf dem Gebiet der Stadt Öhringen im Hohenlohekreis.

## Lage
Der Viehweide auf Markung Michelbach liegt auf der Hochfläche der Waldenburger Berge etwa zentral zwischen dem Öhringer Stadtteil Michelbach am Wald und den Ortschaften Obersteinbach und Untersteinbach am Ursprung des Gottelebachs. Es gehört zum Naturraum Schwäbisch-Fränkische Waldberge und zum FFH-Gebiet Ohrn-, Kupfer- und Forellental.

## Landschaftscharakter
Das Schutzgebiet ist eine Lichtung inmitten eines geschlossenen Waldbestands mit parkartigem Baumbestand aus Erlen, Birken und Eichen. Der südliche Teil des Schutzgebietes ist dicht bewaldet, hier befindet sich auch ein Weiher, aus dem der zum Steinbach entwässernde Gottelesbach entspringt.

## Schutzzweck
Schutzzweck ist laut Schutzgebietsverordnung „die Erhaltung einer kulturgeschichtlich bedeutsamen Waldweide auf der Hochfläche der Waldenburger Berge sowie die Erhaltung und Förderung der dort vorkommenden Tier- und Pflanzengesellschaften.“

## Geschichte
Ein Teil des heutigen Schutzgebiets stand bereits seit dem 26. Mai 1939 unter Naturschutz. Das vom württembergischen Kultministeriums als höherer Naturschutzbehörde damals ausgewiesene Naturschutzgebiet trug den Namen „Viehweide von Michelbach“ und wurde mit der Neuverordnung von 1980 aufgelöst. Es handelt sich damit um das älteste Naturschutzgebiet im heutigen Hohenlohekreis.

## Flora und Fauna
Im Gebiet kommen unter anderem die Niedrige Schwarzwurzel, das Kleine Helmkraut, das Wald-Läusekraut, die Quendelblättrige Kreuzblume sowie die Arnika vor.